# Енфілд (боро)
Е́нфілд (англ. London Borough of Enfield) — боро на півночі Лондона.

## Географія
Боро межує з Волтем-Форестом на сході, Герінгеєм на півдні та Барнетом на заході.

## Округи
- Арнос Грув
- Ботені Бей
- Боуз Парк (також входить до Герінгея)
- Брімсдаун
- Булз Крос
- Баш Гіл Парк
- Вінчмор Гіл
- Ворлдз Енд
- Гадлі Вуд
- Клей Гіл
- Грендж Парк
- Едмонтон
- Енфілд Айледн Вілидж
- Енфілд Вош
- Енфілд Гайвей
- Енфілд Лок
- Енфілд Таун
- Енфілд Чейз
- Кокфостерс (також входить до Барнета)
- Круз Гіл
- Нью-Саутгейт (також входить до Барнета)
- Оуквуд
- Палмерз Грін
- Пондерз Енд
- Саутгейт
- Форті Гіл
- Фрізівотер